# 2016年阿富汗地震
2016年阿富汗地震，是發生在2016年4月10日下午2點58分的黎克特制6.6級地震，地點是阿富汗巴達赫尚省阿斯赫什村西南39公里，震源深度210.4公里（130.7英里）。
地震造成巴基斯坦至少4人死亡，白沙瓦、奇特拉爾，斯瓦特，吉爾吉特，費薩拉巴德和拉合爾至印度的新德里(離震央約1000公里)，德里地鐵也暫時停止運作。
之後發生2次餘震，分別是4.1級和4.2級。